# Růže vinná

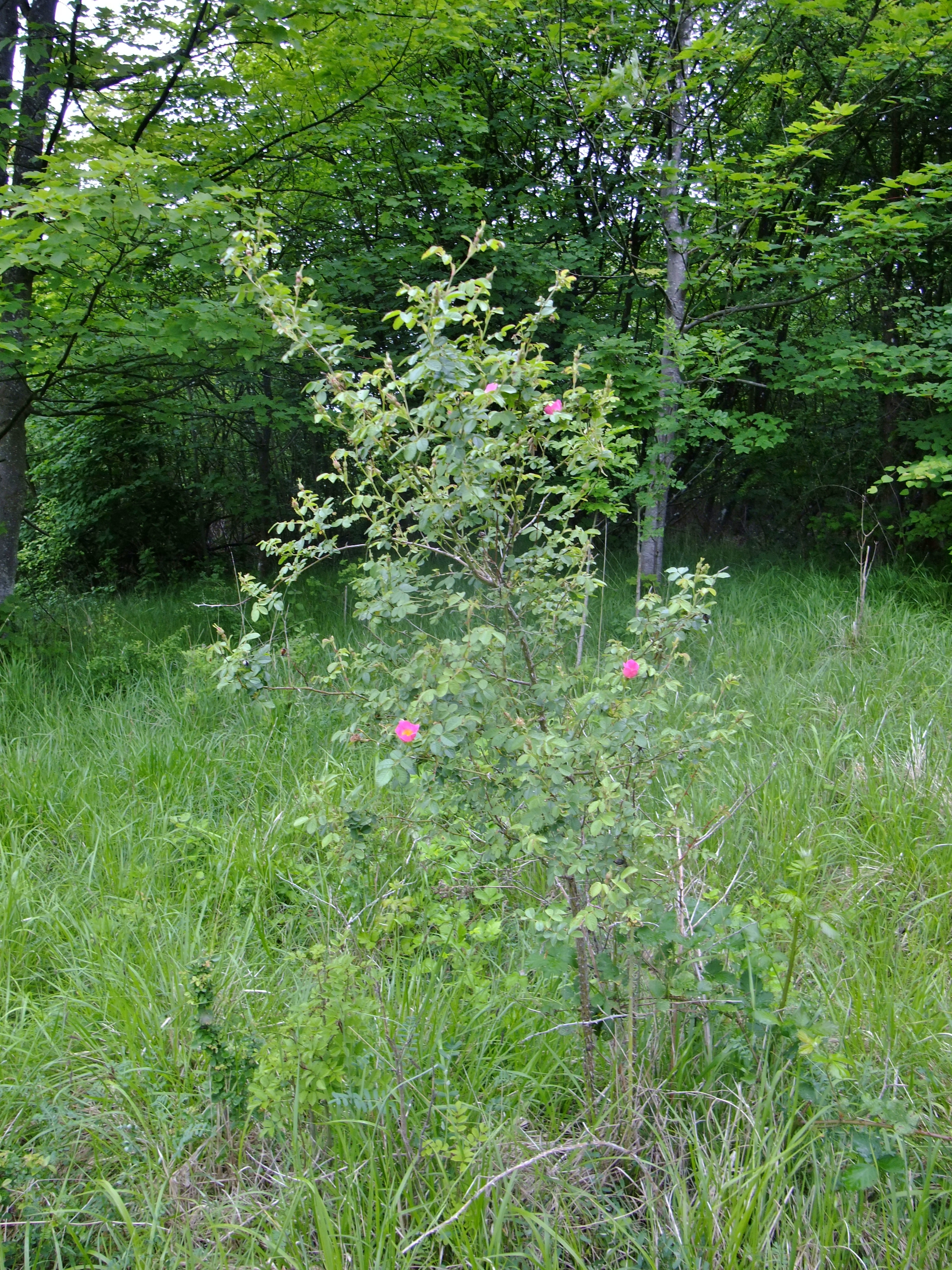
Mladá rostlina

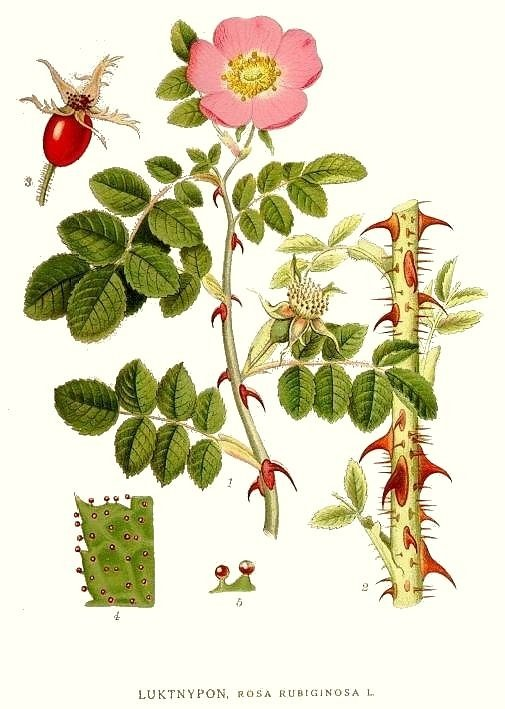
Zobrazení růže vinné

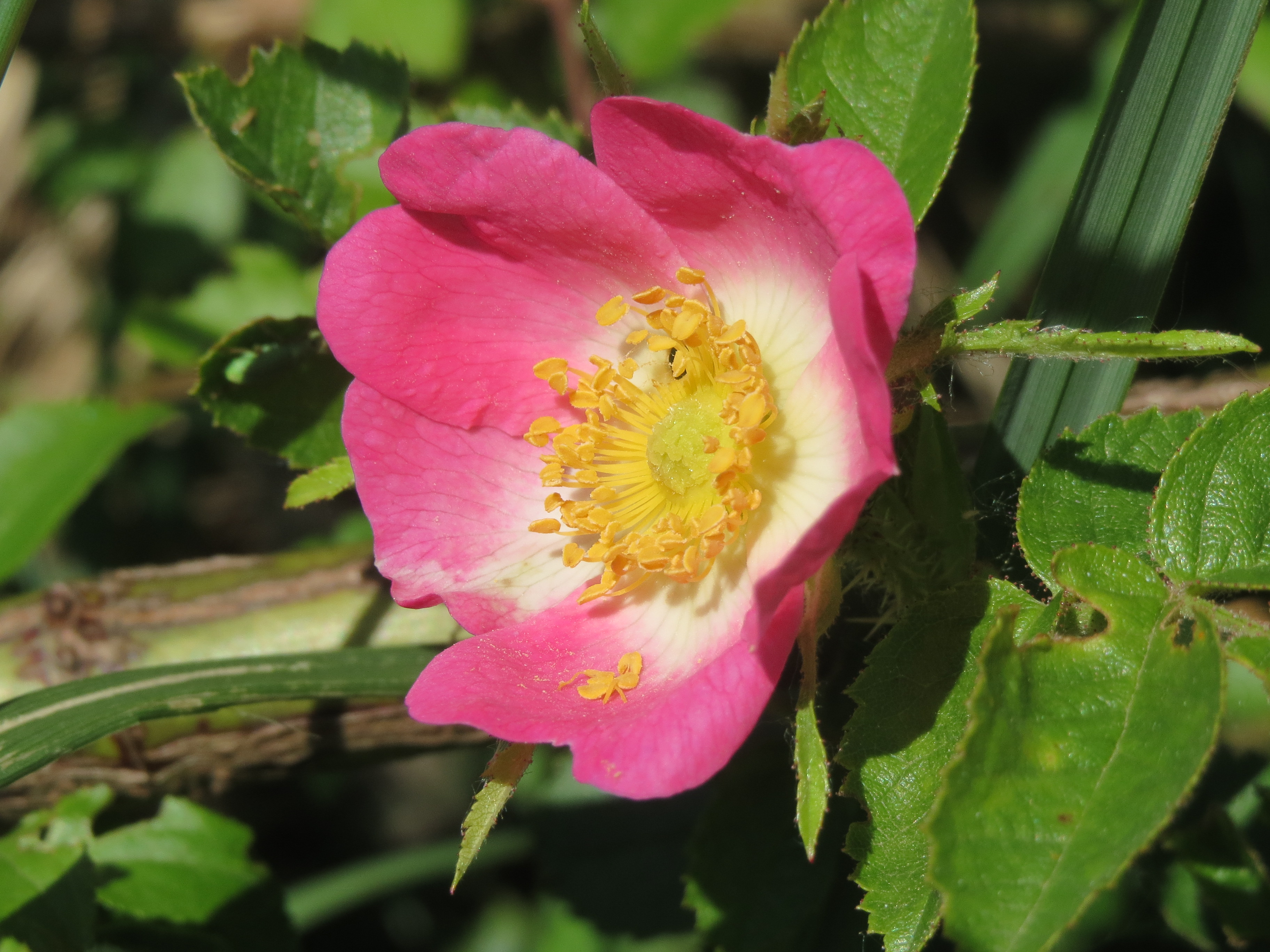
Květ

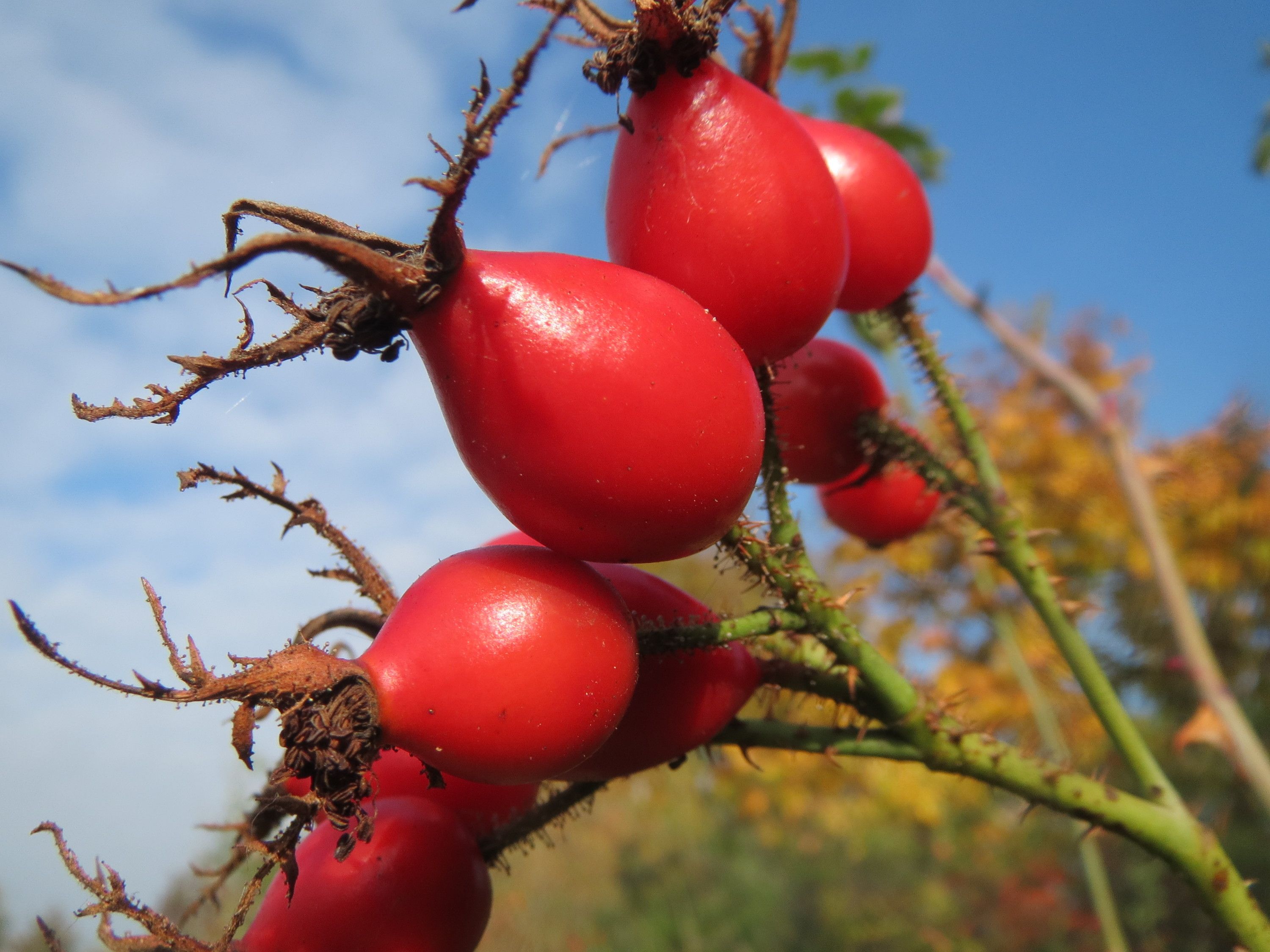
Šípky

Růže vinná (Rosa rubiginosa) je obvykle planě rostoucí, nepopínavá, keřovitá růže dorůstající do výše 2 m a kvetoucí velkými, tmavě růžovými květy. V české přírodě, kde je původním druhem, se vyskytuje poměrně často. Křížením dala vzniknout hybridům, které jsou dekorativnější než původní druh. Vědecké druhové jméno rubiginosa pochází z latiny a znamená "rudě červené", což se vztahuje k barvě květů i šípků.

## Výskyt
Původní areál se rozprostírá téměř po celé Evropě, od Irska a Španělska na západě až po střed evropského Ruska, kde pomyslná východní hranice probíhá po břehu řeky Don. Na jihu se rozprostírá téměř od Středozemní moře, na severu pak po jižní oblasti Skandinávského poloostrova. Druhotně byla rostlina lidmi rozšířena do Severní Ameriky, kde nyní hojně roste v jižních oblastech Kanady a téměř na celém území Spojených států amerických, vyjma pouští a polopouští na jihozápadě. Je zavlečená i do středu a na jih Jižní Ameriky, jakož i do jižní Afriky a Austrálie.

## Ekologie
Tato dřevina je fanerofyt, který roste na suchých a prosluněných stráních, okrajích lesů, ve vinicích, v pobřežních houštinách i úhorech na kamenitých svazích. Nejlépe jí vyhovují místa s vápencovým podložím. V České republice vyrůstá v termofytiku a mezofytiku celkem rovnoměrně po celé republice, v oreofytiku je však vzácná.
Je pentaploidním druhem, 2n = 35. Rozmnožuje se také apomikticky a pak jednotlivé populace mají klonální charakter. Začátek doby kvetení spadá do června a července. Některé větve starších rostlin během zimy usychají, na jaře však vyrůstají nové; jednotlivé keře se tak mohou na jednom místě dožít i sta let. V přírodě se samovolně kříží s růži šípkovou.

## Popis
Růže vinná vytváří vytrvalé, sevřené, husté keře se vzpřímenými větvemi vysokými 1 až 2 m, někdy má větve delší a pak jsou obloukovitě rozestálé. Vyrůstá z vytrvalého, hluboko sahajícího kořene s mnoha odbočkami vedoucími v hloubce do 30 cm. Větve jsou zbarvené v mládí skořicově zeleně a později tmavnou, jsou hustě porostlé ostny různých velikostí a tvarů, od přímých štětin po silné, zploštělé, hákovité ostny dlouhé až 1 cm. Složené, střídavě vyrůstající listy, dlouhé 5 až 10 cm, jsou lichozpeřené a mívají dva až tři páry lístků 1 až 3 cm velkých, koncový je největší a špičatý. Lístky s kratičkým řapíkem jsou tuhé, tmavě zelené, okrouhlé až široce vejčité a po obvodě dvou až trojnásobně pilovité. Jsou oboustranně, nejhustěji vespod, porostlé žlázkami obsahujícími lepkavou, po jablkách vonící silici, která po rozemnutí listů silně voní, někdy též samovolně při vyšší vzdušné vlhkosti nebo teplotě. Palisty jsou 1,5 až 2 cm dlouhé, blanité, hustě žláznaté a obvykle také pýřité.
Květy bývají zbarvené sytě růžově, jsou 3 až 5 cm velké, vonné, pětičetné a oboupohlavné. Obvykle vyrůstají na 1 cm dlouhých stopkách s lepkavými chloupky v pěti až dvacetičetných chocholičnatých květenstvích. Češule je podlouhlá nebo kulovitá, zelený kalich je volnolupenný a jeho lístky jsou laločnaté až kopinaté, 1,5 cm dlouhé, tři vnější jsou pérovitě zpeřené (jeden z nich pouze jednostranně) a dva vnitřní jsou celistvé. Po odkvětu se kališní lístky napřimují a zaschnuté zůstávají na dozrálých plodech. Překrývající se korunní lístky jsou asi 2 cm dlouhé, na konci laločnaté a bývají světle či tmavě růžové. V květu je mnoho tyčinek se žlutými prašníky, podobně jako hustě chlupatých čnělek s bliznami. Semeník je vytvořen z 25 až 45 plodolistů. Květy bývají opylovány létajícím hmyzem nebo autogamně, možný je také vznik semen apomikticky.
Ze zdužnatělé češule se vyvine vejčitý až kulovitý, asi 1 cm velký šípek (považovaný za nepravý plod), zbarvený oranžově až sytě červeně, se zaschnutým kalichem na konci. Vyrůstá na stopce jen o málo delší než je šípek, který v dužině obsahuje 15 až 25 světle žlutých, nepravidelně tvarovaných semen (nažek), průměrně 4 mm velkých.

## Rozmnožování
Ve volné přírodě se tato rostlina množí převážně semeny, která jsou roznášena ptáky a savci konzumujícími šípky. Mohou se také šířit vodou nebo jako součást zahradního odpadu. Semena mají poměrně dlouhou dobu dormance, obvykle vyklíčí za rok až dva, v půdě si zachovávají životaschopnost po dobu asi čtyř let. Mladé semenáče jsou poměrně citlivé a v přírodě jich většina uhyne v prvém roce, jsou např. spásány ovcemi, kozami nebo králíky. Rostou velmi pomalu a první květy se objevují nejdříve třetím rokem. Rostliny lze také množit řízkováním, sází se asi 25 cm dlouhé, zpola vyzrálé řízky s patkou starého dřeva v létě, nebo z vyzrálého dřeva na podzim. Na nevelké vzdálenosti se jednotlivé keře samovolně rozšiřují krátkými kořenovými výhonky. Vznikají tak stěsnané polykormony čítající i stovky větví.

## Význam
Růže vinná se jen občas vysazuje jako okrasná rostlina do velkých zahrad nebo se z ní vytvářejí neprostupné živé ploty s bohatou letní záplavou květů a s násadou červeně zářících šípků i pod prvým sněhem. Mimo to poskytují ptákům a drobným savcům dobrý úkryt v době hnízdění a stravu v období zimního nedostatku. Byly z ní vyšlechtěny různé kultivary (seznam a stručný popis zde). Šípky se sbírají pro výrobu vonného želé, obsahují však málo dužiny a hodně semen, nejlepší chuť mají po mrazu. Vaří se z nich aromatický čaj bohatý na vitamín C. Samotná semena obsahují mnoho vitamínu E a po semletí se mohou užívat jako potravinový doplněk. Ze semen vylisovaný olej se používá k léčbě popálenin a k odstranění jizev a vrásek.
V některých nepůvodních oblastech, například v Austrálii, kde byla původně vysazována jako okrasná rostlina, se růže vinná silně rozšířila a stala se nechtěnou invazní rostlinou. Ve čtyřech australských státech je rostlinným druhem považovaným za agresivní plevel a je povinností při jeho zjištění v přírodě jej zničit.

## Galerie

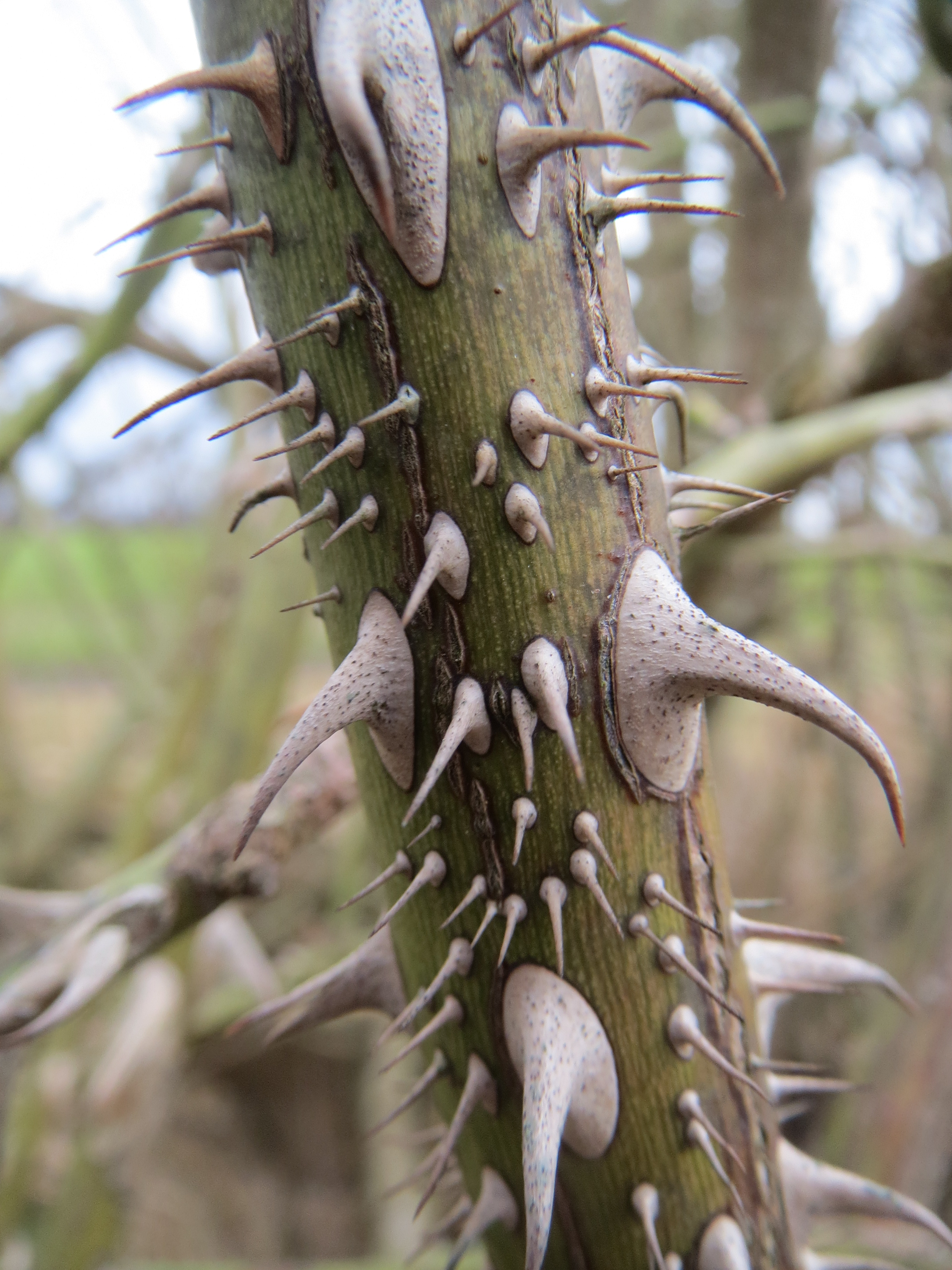
Ostnatá větev
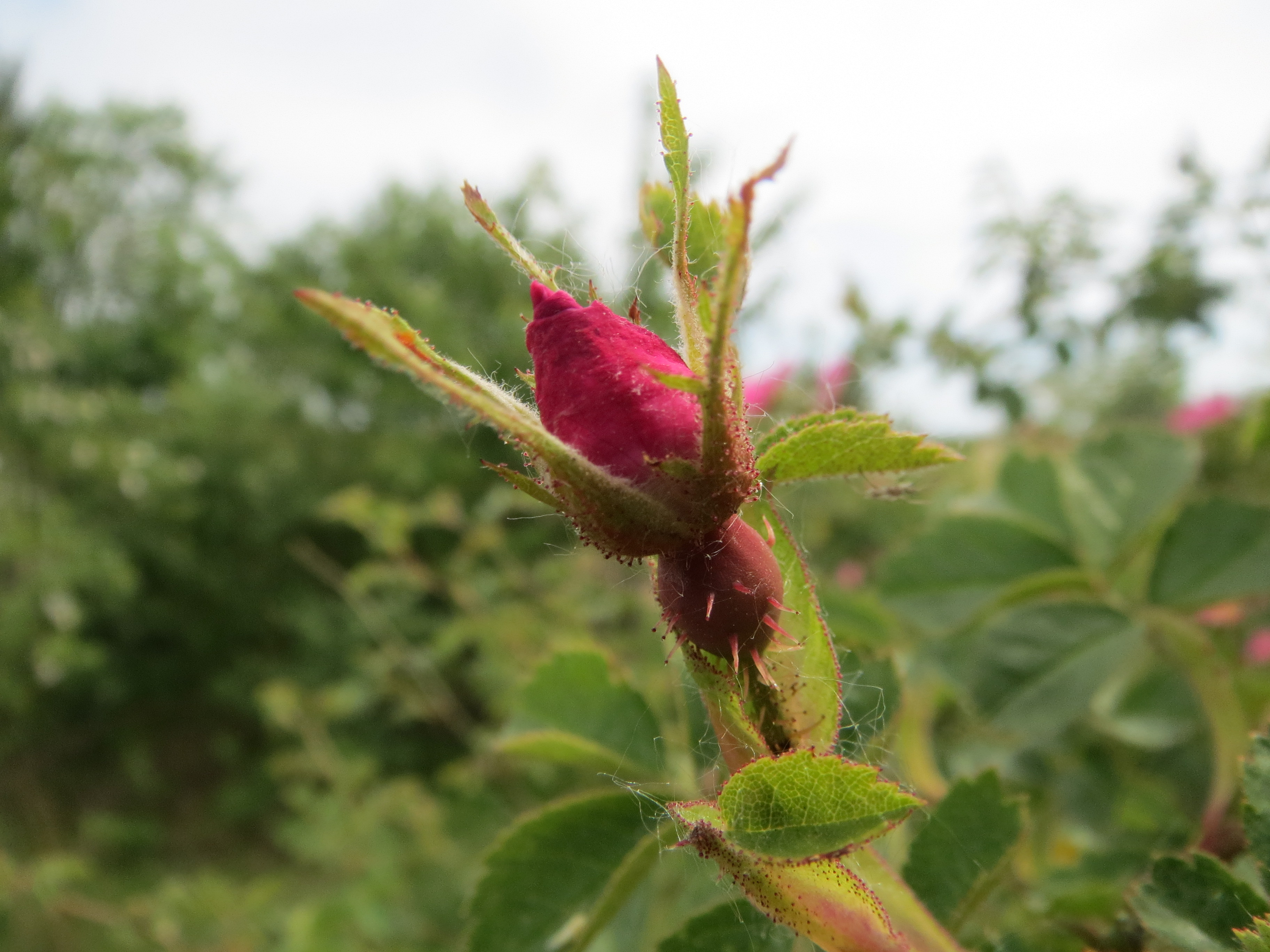
Pupen
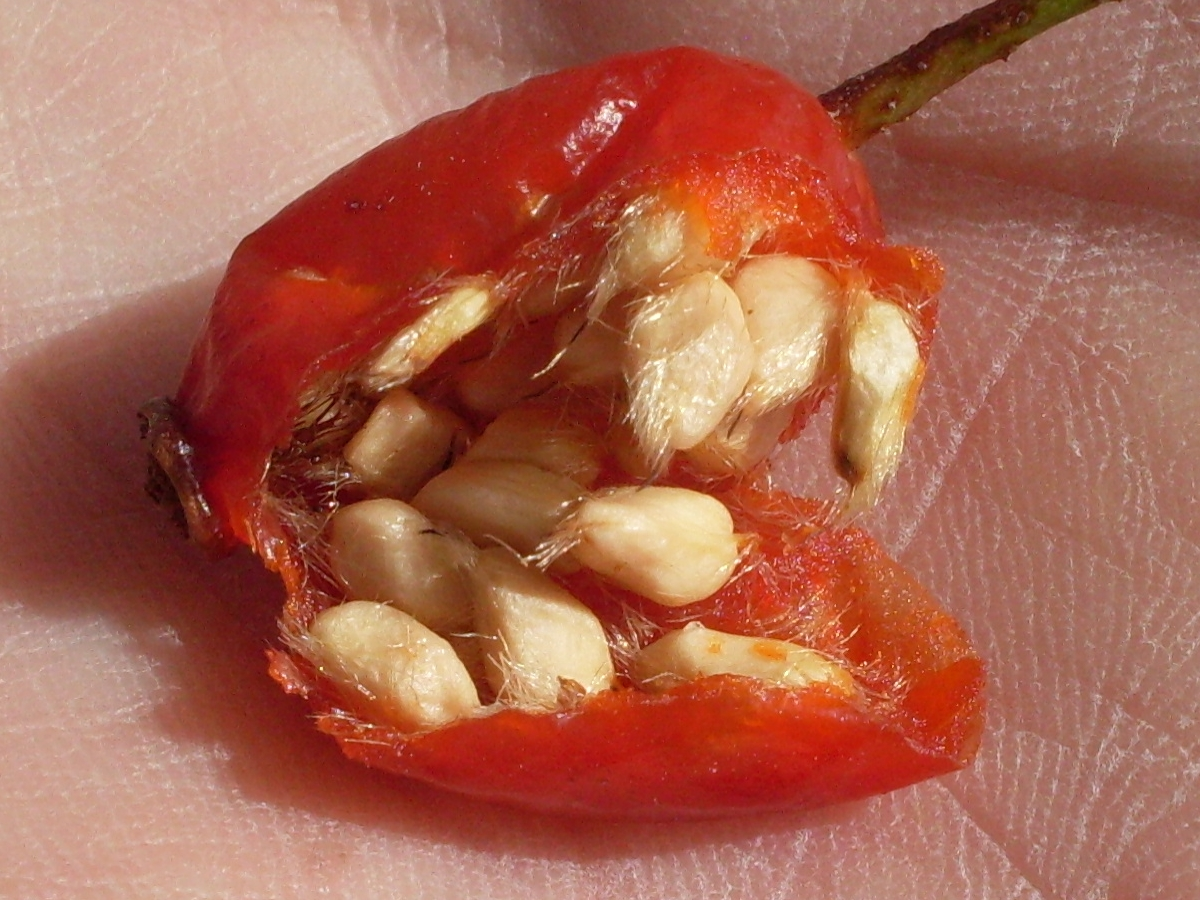
Šípek se semeny (nažkami)
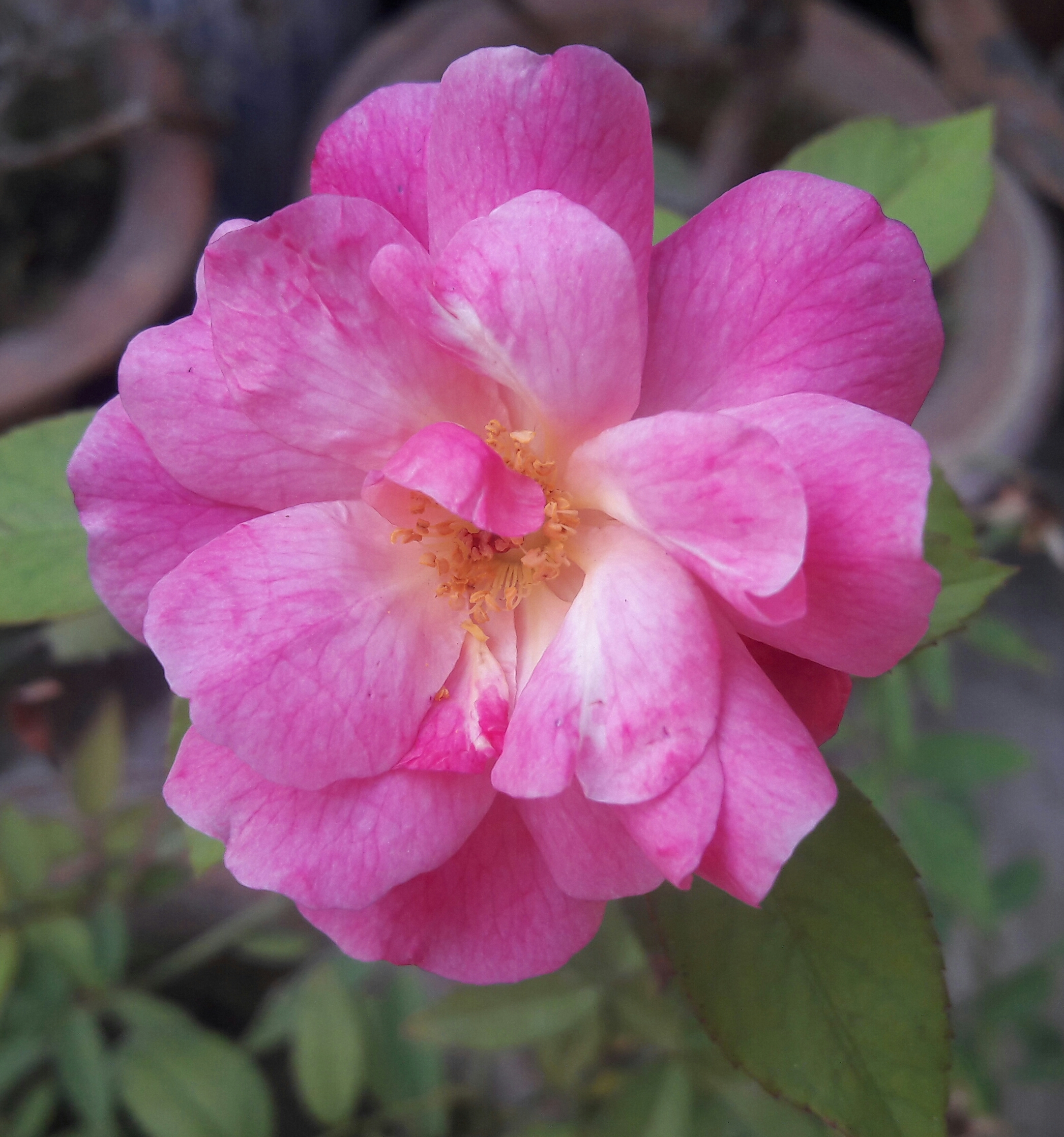
Plnokvětý kultivar